# Parva que Sou
Parva que sou est une chanson inédite en album de Deolinda, composée (paroles et musique) par Pedro da Silva Martins, qui a été présentée en public pour la première fois au Colisée de Porto les 22 et 23 janvier 2011 et une nouvelle fois au Colisée de Lisbonne les 28 et 29 janvier 2011. Jusqu'à présent, Parva que sou n'a pas encore été éditée sur un support commercial,,.
Lors de sa première interprétation en public, Parva que sou a généré une réponse enthousiaste du public, des vidéos ont rapidement été publiées sut YouTube et les réseaux sociaux. À la suite des réactions initiales lors des quatre concerts et de sa rapide diffusion sur l'internet, la chanson est passée par les médias et divers chroniqueurs lui ont consacré des articles d'opinion,,,,.
Les paroles de la chanson Parva que sou, littéralement Idiote que je suis, expriment  le mécontentement croissant d'une génération de jeunes et d'adultes qui sentent que leurs rêves sont contrariés par les problèmes de société et d'emploi que traverse le Portugal. La chanson dans le style du Fado a rapidement été classée comme chanson contestataire.
Le 11 février 2011 le groupe a rendu disponible un enregistrement de la chanson.